# 23 Live Sex Acts
23 Live Sex Acts is het tweede livealbum van de Amerikaanse punkband Against Me! Het is opgenomen tijdens een tour in 2014, met de bedoeling om het voorgaande album Transgender Dysphoria Blues te promoten. Het album werd op 4 september 2015 uitgegeven door Total Treble Music, het label van de band zelf.

## Nummers
1. "FUCKMYLIFE666" - 3:50
2. "Pints of Guinness Make You Strong" - 2:59
3. "Cliché Guevara" - 2:24
4. "True Trans Soul Rebel" - 3:51
5. "I Was a Teenage Anarchist" - 3:54
6. "New Wave" - 2:46
7. "Walking Is Still Honest" - 2:32
8. "Turn Those Clapping Hands into Angry Balled Fists" - 5:51
9. "Transgender Dysphoria Blues" - 3:26
10. "Pretty Girls (The Mover)" - 3:13
11. "I Still Love You Julie" - 3:06
12. "High Pressure Low" - 4:07
13. "Don't Lose Touch" - 3:19
14. "Miami" - 4:12
15. "White Crosses" - 4:05
16. "Osama bin Laden as the Crucified Christ" - 3:16
17. "How Low" - 4:02
18. "Black Me Out" - 3:07
19. "Thrash Unreal" - 4:31
20. "Unconditional Love" - 2:50
21. "The Ocean" - 8:35
22. "Sink, Florida, Sink" - 2:24
23. "We Laugh at Danger and Break All the Rules" - 3:51

## Band
- Laura Jane Grace - gitaar, zang
- James Bowman - gitaar, achtergrondzang
- Inge Johansson - basgitaar, achtergrondzang
- Atom Willard - drums